# 乂安承宣
乂安承宣（越南语：／），是後黎朝十三承宣之一，初設於黎聖宗光順七年（1466年），北接清華承宣，南壤順化承宣，西以長山山脈同哀牢為界，東濱南海。

## 建制沿革
黎太祖順天元年（1428年），以驩演二地屬海西道。光順七年（1466年）改置乂安承宣，洪德十年（1479年）川壙王國為大越所滅，黎聖宗以其地設鎮寧府，並劃入乂安承宣轄。洪德二十一年（1490年）改題為處。黎襄翼帝洪順年間，改為鎮。
南北朝時，乂安鎮之地屬黎中興朝所控制，鄭阮紛爭後，以乂安鎮南部的橫山、順化鎮北部的𤅷江為界。
西山太祖時改爲鳳凰中都，又曰義安鎮。阮世祖嘉隆元年（1802年），復設爲乂安鎮，直隸於朝廷（近畿八鎮），阮聖祖明命十二年（1831年），以北城、直隸諸鎮撤鎮改省，乂安鎮分置爲乂安、河靜二省。

## 行政區劃
光順七年，乂安承宣領八府十八縣二州
- 德光府領六縣：天祿縣、羅山縣、真福縣、清江縣、香山縣、宜春縣
- 演州府領二縣：東城縣、瓊瑠縣
- 英都府領二縣：興元縣、南塘縣
- 河華府領二縣：石河縣、奇華縣
- 茶麟府領四縣：祈山縣、襄陽縣、永康縣、會寧縣
- 葵州府領二縣：中山縣、翠雲縣
- 玉麻府領一州：鄭皋州
- 臨安府領一州：歸合州

洪德十年（1479年），乂安承宣加轄鎮寧府，轄府州縣增至九府二十五縣二州
- 鎮寧府領七縣：光榮縣、景淳縣、清渭縣、忠順縣、明廣縣、金山縣、珠琅縣